# Dovha Luka, Lîpova Dolîna
Dovha Luka (în ucraineană Довга Лука) este un sat în comuna Bairak din raionul Lîpova Dolîna, regiunea Sumî, Ucraina.

## Demografie
Componența lingvistică a localității Dovha Luka
     Ucraineană (97,95%)
     Rusă (2,05%)
Conform recensământului din 2001, majoritatea populației localității Dovha Luka era vorbitoare de ucraineană (97,95%), existând în minoritate și vorbitori de rusă (2,05%).